# Sollentuna Stadshus AB
Sollentuna Stadshus AB är ett svenskt förvaltningsbolag som agerar moderbolag för de verksamheter som Sollentuna kommun har valt att driva i aktiebolagsform. Bolaget ägs helt av kommunen.

## Bolag
Källa: 
- AB Solom
- Sollentuna Energi och Miljö Aktiebolag
- Sollentuna Kommunfastigheter AB
- Sollentunafastigheter 2 AB
- Sollentunahem AB